# Graubünden
Graubünden (tiếng Đức: [ɡraʊˈbʏndn̩] ⓘ), hay Grisons (/ɡriːˈzɒ̃/; tiếng Pháp: [ɡʁizɔ̃]) là một bang lớn nhất và cực đông của Thụy Sĩ, giáp các vùng Trentino-Nam Tirol và Lombardia của Ý, bang Vorarlberg của Áo và Liechtenstein. Bang này có diện tích 7105 km², dân số thời điểm năm 2007 là 188.762 người với 28.008 người (hay 14,84%) là người nước ngoài. Tôn giáo chính là Công giáo Rôma và Tin lành, trong đó Công giáo Rôma chiếm 47% dân số còn Tin lành chiếm 41% dân số..

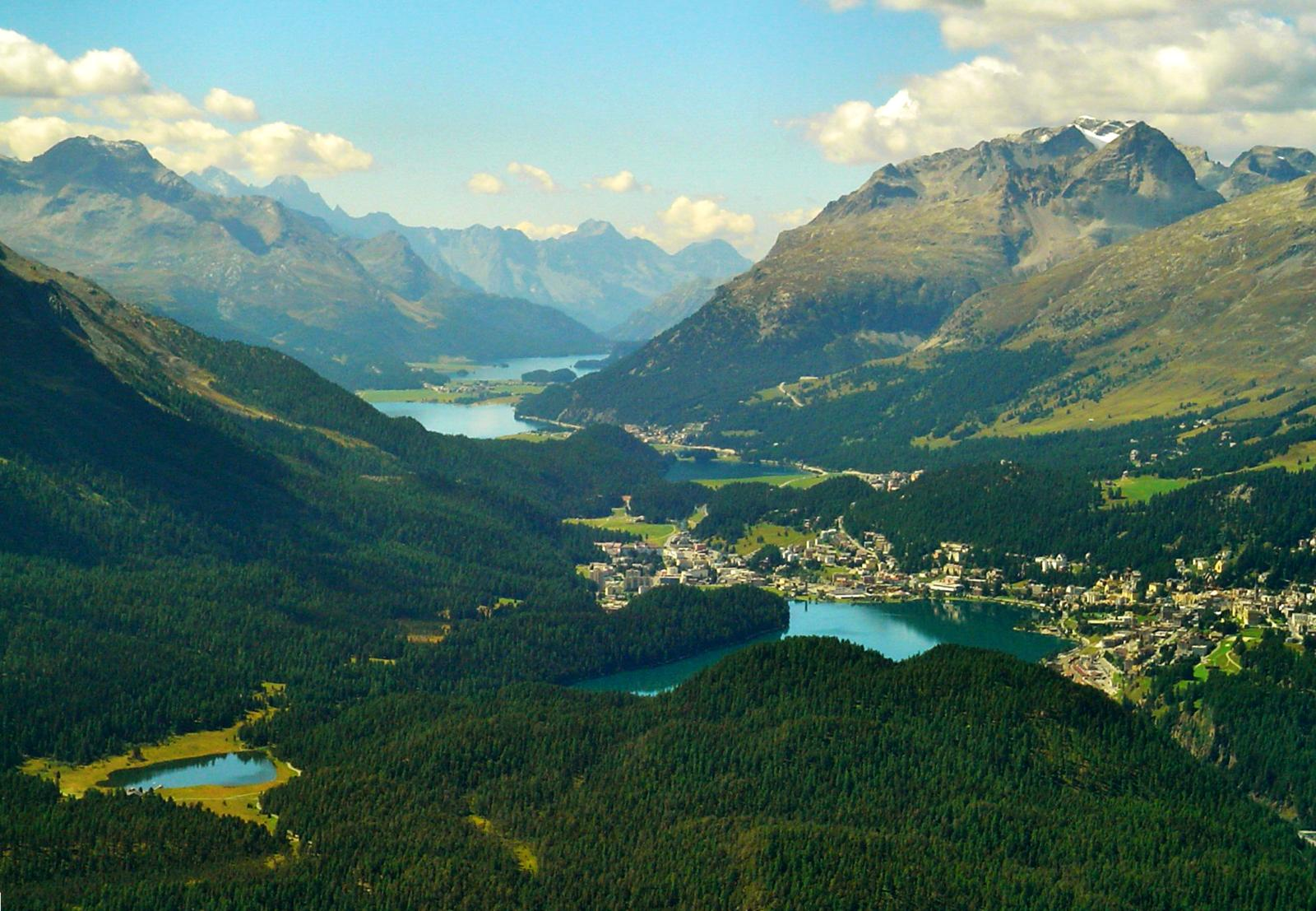
Thung lũng Engadine, gần thị trấn St. Moritz

Ngôn ngữ sử dụng ở bang này là tiếng Pháp, tiếng Đức, tiếng Romansh.
Về mặt hành chính, bang này gồm 11 huyện, tổng cộng có 190 đô thị.

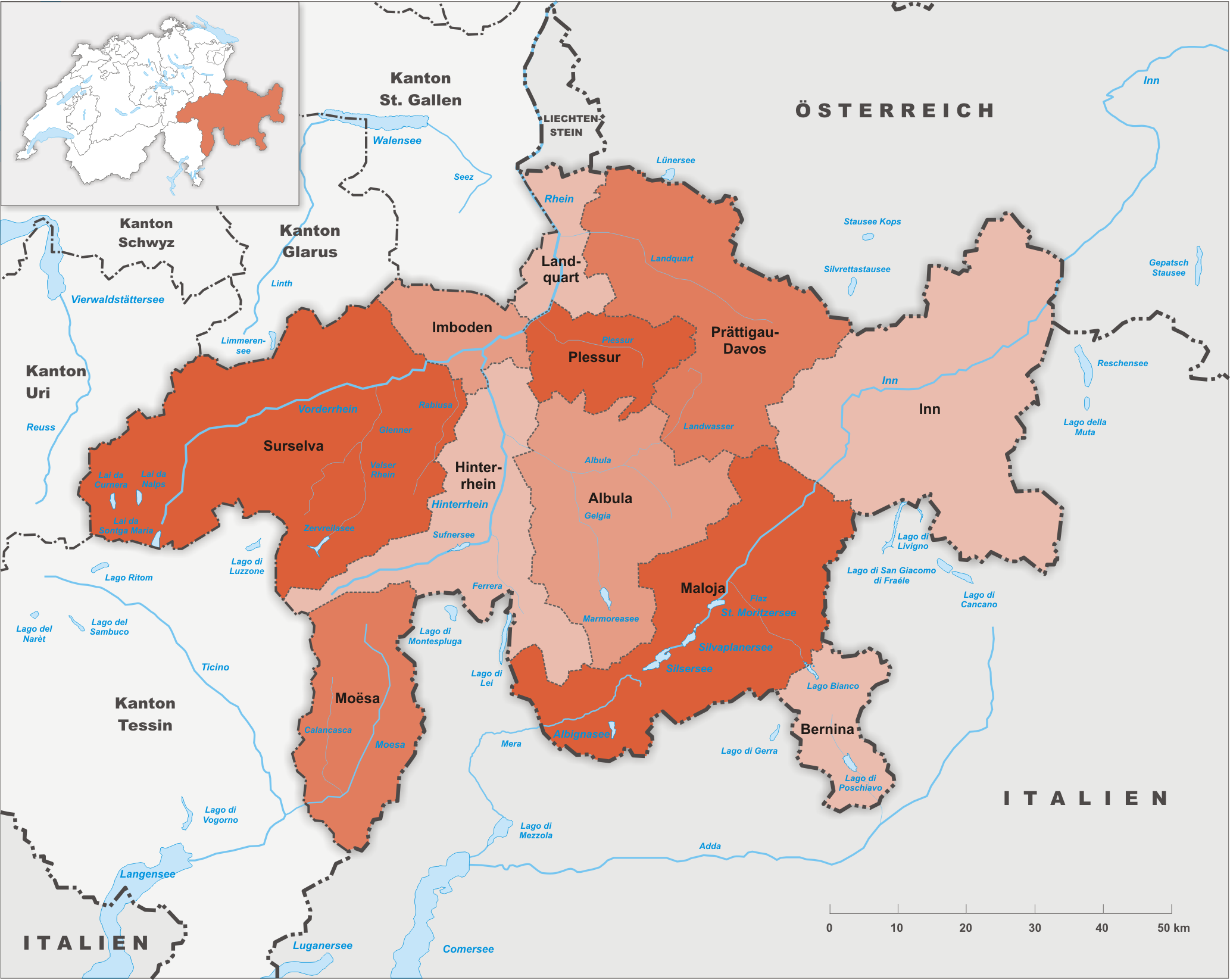
Các huyện của Graubünden

## Các huyện
- Albula thủ phủ là Tiefencastel
- Bernina thủ phủ là Poschiavo
- Hinterrhein thủ phủ là Thusis
- Imboden thủ phủ Domat/Ems
- Inn thủ phủ là Scuol
- Landquart thủ phủ là Igis
- Maloja với thủ phủ là Samedan
- Moesa với thủ phủ là Roveredo
- Plessur với thủ phủ là Chur
- Prättigau/Davos với thủ phủ là Davos
- Surselva với thủ phủ là Ilanz

## Các đô thị
Có 190 đô thị ở bang này (thời điểm năm 2009).

## Thống kê dân số
Dân số của Graubünden là 188.762 (2007) trong đó 28.008 (tức là 14,84%) là người nước ngoài. Tôn giáo chính ở đây là Giáo hội Công giáo Rôma và Tin lành. Cả hai tôn giáo đều rất thịnh hành, trong đó Giáo hội Công giáo Rôma có nhỉnh hơn (47% Công giáo so với 41% Tin lành).